# 虎尾鎮

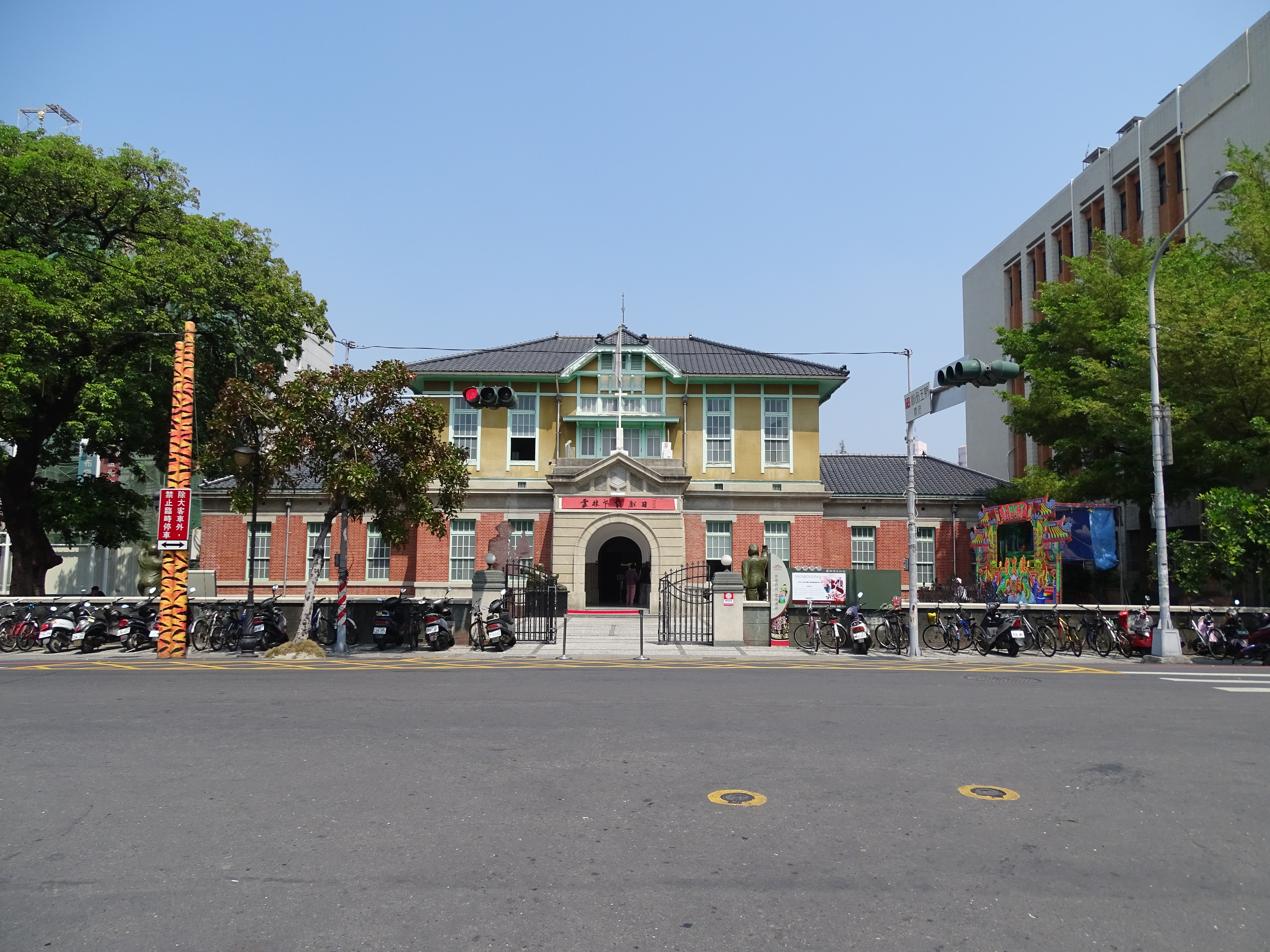
雲林布袋戯館（旧虎尾郡役所）

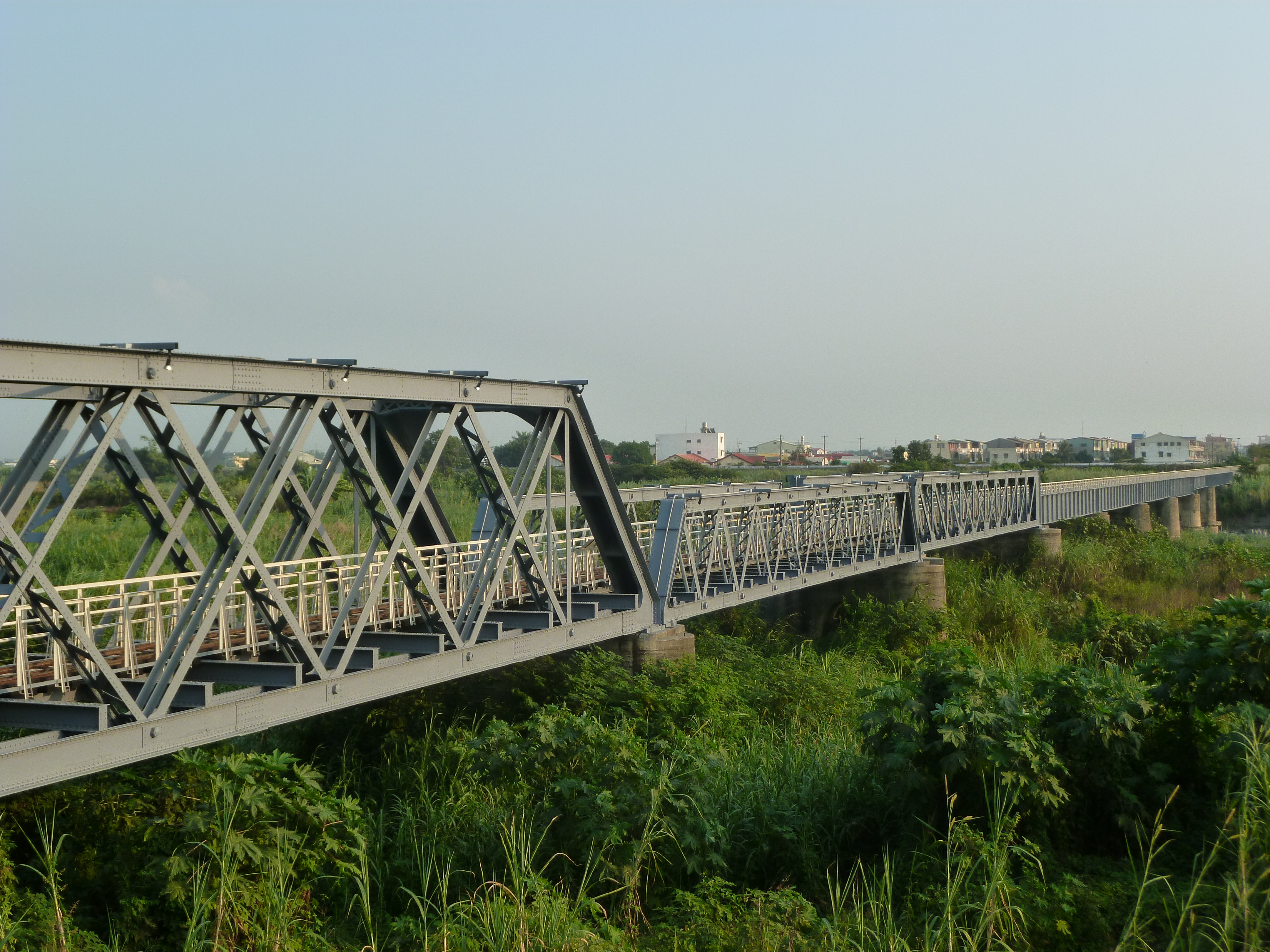
虎尾渓に架かる旧台湾糖業鉄道虎尾製糖工場鉄橋

虎尾鎮（フーウェイ/こび-ちん）は台湾雲林県の鎮。

## 概要

### 虎尾の由来
虎尾の由来の一つである虎尾渓の地名の由来に関しては鄭成功に関連した伝承が残っている。以前は諸羅城北（現在の嘉義市）の樹林裡（現在の大林鎮）には1匹の凶暴な虎がすんでおり、住民や旅人に危害を加えることが度々あった。当時の人々は虎を見たことがない為、虎を1匹の大猫と看做していた。鄭成功がオランダ人を駆逐すると、諸羅の人々は鄭成功に救いを求め、鄭成功は人々の願いを聞き入れて虎退治を行なった。このことから現在の民雄郷を「打猫」と称されるようになった。
鄭成功に追われた虎は北に逃げ沙崙上に至った。ここまで逃げれば鄭成功は追ってこないだろうと安心した虎が一休みしていると、鄭成功が現れていきなり大刀を振りかざした。驚いた虎は身をかわそうとしたが、あまりに突然のことであり尻尾が切り下ろされてしまった。このことより「虎尾」という地名は生まれたという。尻尾を切り落とされた虎は何処へと逃げ去り、二度と人々に危害を加えようとしなかったと伝えられている。

## 地理

### 行政区
| 里 |
| --- |
| 頂渓里、中渓里、下渓里、埒内里、頴川里、延平里、平和里、安渓里、廉使里、恵来里、墾地里、東屯里、西屯里、建国里、三合里、西安里、立仁里、徳興里、中山里、公安里、新興里、東仁里、新吉里、安慶里、興南里、堀頭里、興中里、芳草里、北渓里 |

## 歴史
1717年、諸羅県はこの地に大坵田一堡（現在の虎尾鎮、土庫鎮）を設置したのが文献での初見である。地形が起伏に富んでいたために当時は「大崙脚」と称されていた。しかしこの地区の開発は遅く、1759年（乾隆24年）に福建から郭六才が入植した後に本格的に着手された。郭六才は大崙脚東北部、族に后尾と称される地方に「五間草寮」を設け、この地区は「五間厝」と称されるようになった。しかし1830年（道光10年）に発生した曽圭角による反乱の際に戦闘が行われ、当時の街区は焦土と化している。 
日本統治時代初期、虎尾地区には僅かに五間厝と青埔仔に小集落が存在するのみであったが、1896年に大日本製糖株式会社が五間厝に工場を建設すると、台湾における製糖中心となった。その後1920年10月1日に台南州虎尾郡虎尾庄役場が設置され、1933年には台南州虎尾郡虎尾街へと昇格している。ちなみに虎尾の名は郡内を虎尾渓が貫流することに因んだものであり、また郡衙が設けられたために五間厝も虎尾と改称された。
戦後の1946年、台南県政府が成立すると街庄は郷鎮と改められ、台南県虎尾鎮と改称された。1950年10月1日の地方行政区改革により雲林県及び嘉義県が設置されると、虎尾鎮は雲林県に帰属するようになり、現在に至っている。

## 政治

### 行政
歴代鎮長
| 代 | 氏名 | 任期 |
| -- | ---- | ---- |

## 対外関係

### 姉妹都市･提携都市
姉妹都市
- 大間町（日本国 東北地方 青森県 下北郡）
1975年（昭和50年）10月10日 - 姉妹都市提携 産業・教育・文化・医療の交流

## 経済
- 虎門地標

## 教育

### 大学
- 国立虎尾科技大学

### 高級中学
- 国立虎尾高級中学
- 私立揚子高級中学

### 高級職校
- 国立虎尾高級農工職業学校
- 私立大成高級商工職業学校

### 国民中学
- 雲林県立虎尾国民中学
- 雲林県立崇徳国民中学
- 雲林県立東仁国民中学

### 国民小学
| - 雲林県立虎尾国民小学 - 雲林県立中正国民小学 - 雲林県立安慶国民小学 - 雲林県立中渓国民小学 | - 雲林県立平和国民小学 - 雲林県立拯民国民小学 - 雲林県立廉使国民小学 - 雲林県立立仁国民小学 | - 雲林県立光復国民小学 - 雲林県立恵来国民小学 - 雲林県立大屯国民小学 |

## 交通

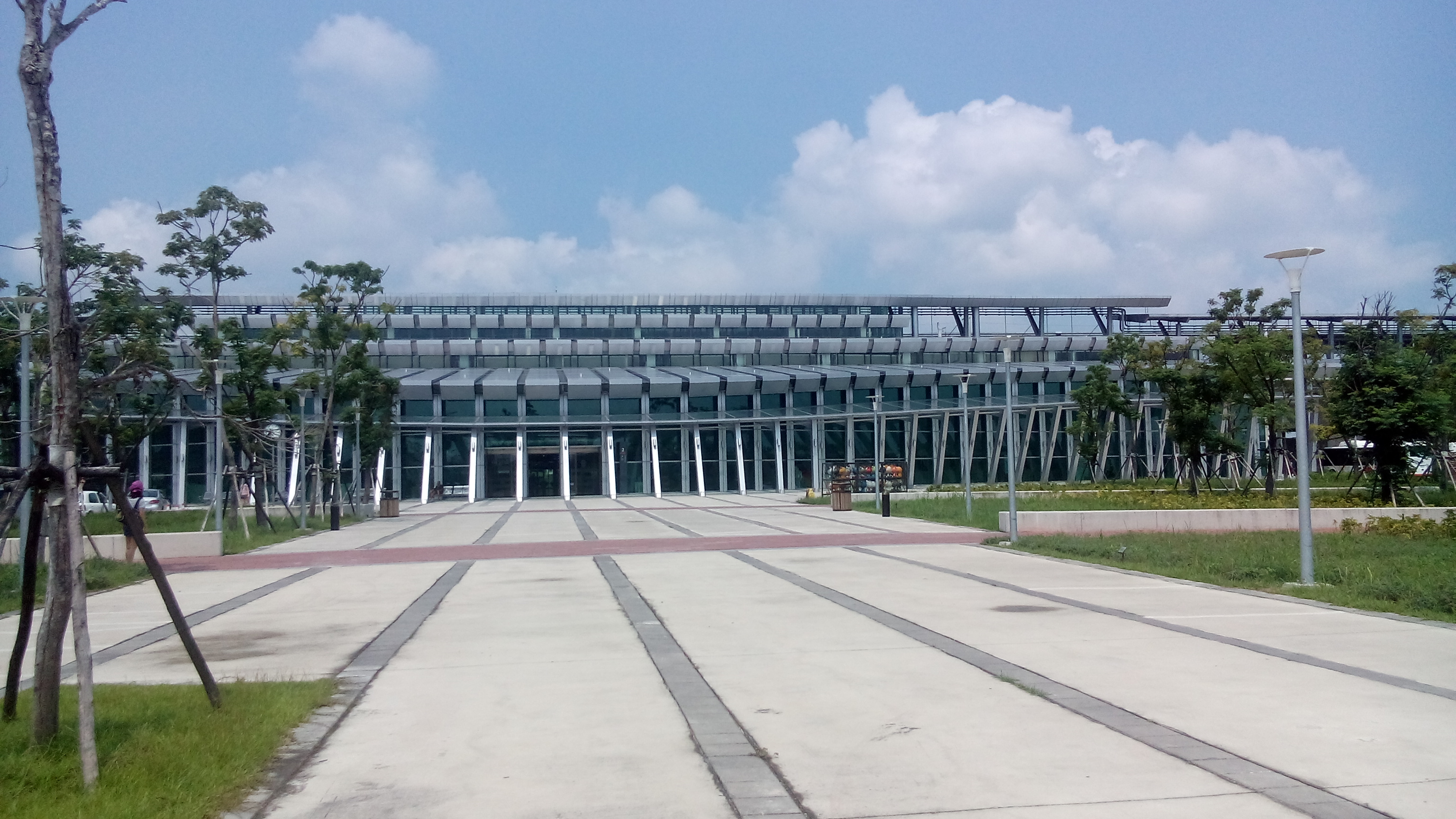
台湾高速鉄道雲林駅

| 種別 | 路線名称            | その他                   |
| ---- | ------------------- | ------------------------ |
| 鉄道 | 台湾高速鉄道        | 雲林駅                   |
| バス | 雲林県市区公車201路 | 虎尾鎮- 斗六市           |
| 省道 | 台1線               | 莿桐郷 - 虎尾鎮 - 斗南鎮 |

## 観光

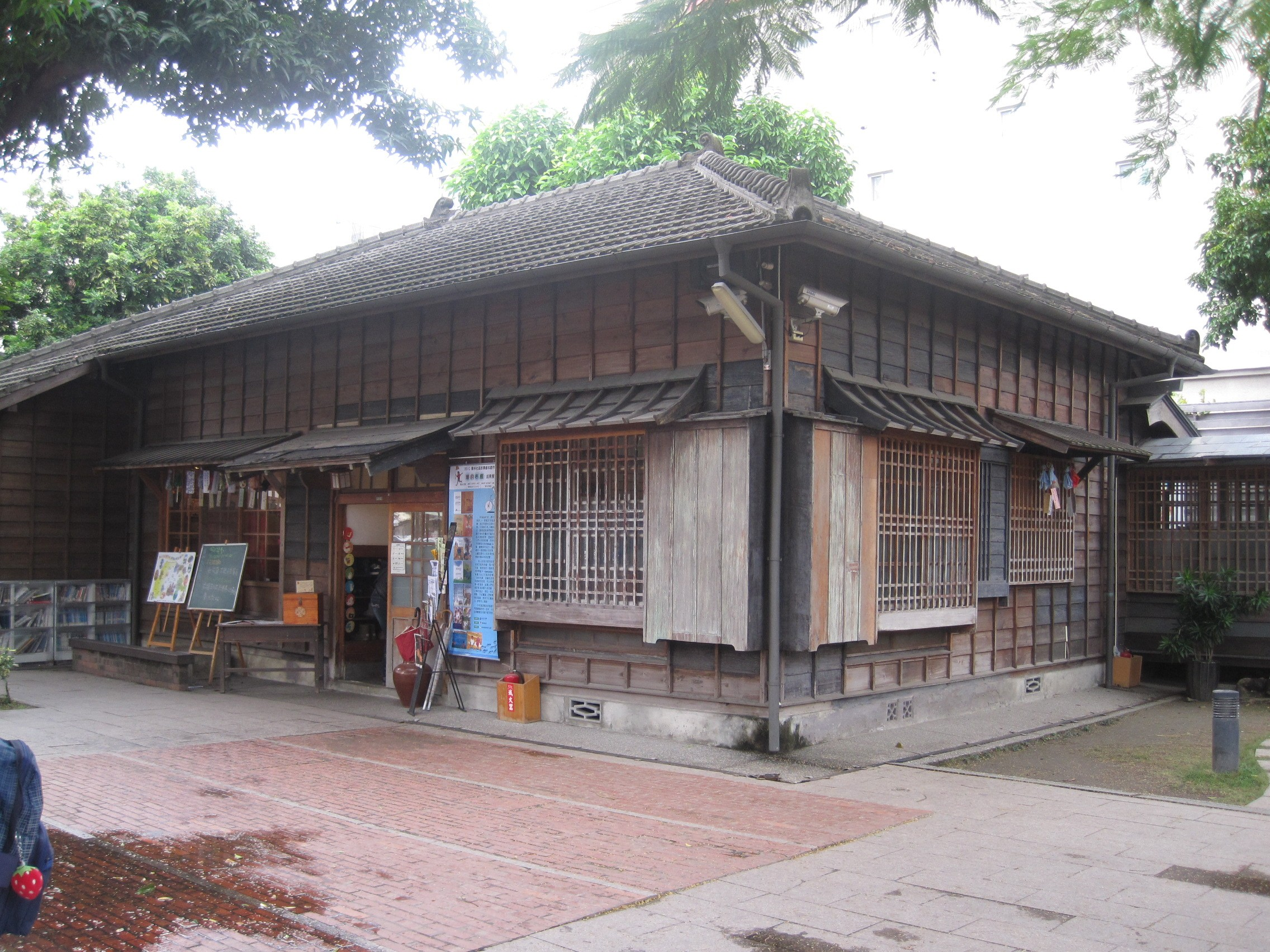
雲林故事館（旧虎尾郡守官邸）

- 台糖虎尾製糖工場（中国語版）
  - 虎尾鉄橋
  - 虎尾駅
- 虎尾寺
- 虎尾公園
- 雲林布袋戯館（旧虎尾郡役所（中国語版））
- 虎尾天后宮
- 虎尾福安宮
- 虎尾德興宮
- 雲林故事館（旧虎尾郡守官邸（中国語版））
- 虎尾合同庁舎
- 虎尾三姓公廟

## 公園
- 虎門公園